# Algèbre des termes
En logique mathématique, l'algèbre des termes est la structure algébrique libre sur une signature,.

## Exemples
Si la signature ne contient qu'un symbole de fonction binaire f, alors l'algèbre des termes sur un ensemble de variables X est exactement le magma libre sur X. Si x, y, z sont des variables de X, cette algèbre des termes contient les éléments suivants : x, y, z, f(x, x), f(x, f(x, y)), f(f(f(y, f(x), f(z, z)), y, x), etc.

## Décidabilité
Le problème de décision associé[pas clair] à l'algèbre des termes est décidable et non élémentaire.